# توبوليف تي يو 125
توبوليف تو-125 (بالإنجليزية: Tupolev Tu-125)‏ كان مشروع غير محقق، لتطوير قاذفة قنابل طويلة المدى جديدة أسرع من الصوت للقوات الجوية السوفيتية. بدأ التطوير في عام 1958 ليحل محل الطراز الأحدث إنذاك توبوليف تو-22. «توبوليف 125» كانت التسمية الداخلية الوحيدة التي استخدمت من قبل مكتب تصميم توبوليف. لم تبنى الطائرة أبدا، ولم تتلقى أي تسمية العسكري.

## مواصفات (توبوليف 125 مع محركات تومانسكي - تقديري)
الخصائص العامة
- طول: 41.40 م (135 قدم 10 بوصة)
- باع الجناح: 22.20 م (72 قدم 10 بوصة)
- ارتفاع: 9.55 م (31 قدم 4 بوصة)
- مساحة الجناح: 226.0 م2 (2,433 قدم2)
- الوزن الإجمالي: 110,000 كـغ (242,508 رطل)
- محركات: 4 × Tumansky R-15B-300 , 110 كـن (25,000 رطلق) دفع  الواحد

أداء
- السرعة القصوى: 3,500 كم/س (2,175 ميل/س؛ 1,890 عقدة)
- مدى: 7,000 كـم (4,350 ميل؛ 3,780 nmi)
- سقف الخدمة: 25,000 م (82,021 قدم)
- الحمل على الجناح: 487 كـغ/م2 (100 رطل/قدم2)
- الدفع/الوزن: 0.4076

تسليح

- صواريخ: 1 × Raduga Kh-22 صاروخ نووي